# Ptycholepiformes
Gli pticolepiformi (Ptycholepiformes Andrews et al., 1967) sono un ordine estinto di pesci ossei appartenenti agli attinopterigi.

## Descrizione
Gli pticolepiformi erano pesci di medie dimensioni (in genere non superavano la lunghezza di 40 centimetri), dal corpo compatto e affusolato e dalla grossa testa. Il corpo era ricoperto da scaglie ganoidi rombiche, e la posizione della pinna dorsale era avanzata, solitamente opposta alla pinna anale (in molti pesci ossei coevi la pinna dorsale era situata in una posizione più arretrata). Le scaglie erano solitamente dotate di creste longitudinali. In Ptycholepis le scaglie erano basse, mentre in altri generi come Ardoreosomus e Boreosomus erano più profonde. In ogni caso, esisteva sempre un'articolazione "a incastro" tra le scaglie. 
I membri di quest'ordine erano caratterizzati da una mandibola ancora allungata simile a quella degli arcaici paleonisciformi. Altre caratteristiche li denotano come un gruppo a sé stante, tra cui l'endocranio totalmente ossificato, le ossa dermiche della regione del rostro, la presenza di un anteopercolo, il preopercolo diviso in due placche sovrapposte e in cui si vede bene il percorso del canale opercolare, grandi orbite con numerose ossa suborbitali allungate nella regione posteriore, e l'iomandibola con un grande processo opercolare. 

## Classificazione
L'ordine Ptycholepiformes è stato istituito nel 1967 per accogliere alcune forme di pesci attinotterigi dalle caratteristiche arcaiche ma in qualche modo anticipatrici dei condrostei come gli Acipenseriformes (tra cui gli attuali storioni). La classificazione del gruppo all'interno dei condrostei non è chiara; in ogni caso sembrano essere forme basali. All'interno dell'ordine Ptycholepiformes sono state riconosciute tre famiglie (Ptycholepididae, Boreosomidae, Chungkingichthyidae); il genere Ardoreosomus, descritto nel 2019, non è stato attribuito a nessuna di queste tre famiglie.
- ordine †Ptycholepiformes Andrews et al., 1967[2][3][4]
  - famiglia incertae sedis
    - genere †Ardoreosomus Romano et al., 2019
      - †Ardoreosomus occidentalis Romano et al., 2019[5]

  - famiglia †Boreosomidae Gardiner, 1967
    - genere †Mesembroniscus Wade, 1935
      - †Mesembroniscus longisquamosus Wade, 1935

    - genere †Boreosomus Stensiö, 1921 [Diaphorognathus Brough, 1933]
      - †Boreosomus arcticus (Woodward, 1912) [Acrolepis arctica Woodward, 1912]
      - †Boreosomus gillioti (Priem, 1924) [Diaphorognathus gillioti (Priem, 1924); Gyrolepis gillioti Priem, 1924]
      - †Boreosomus piveteaui Stensiö, 1921
      - †Boreosomus reuterskioeldi Stensiö, 1921
      - †Boreosomus scaber Stensiö, 1921

  - famiglia †Chungkingichthyidae Su, 1974
    - genere †Chungkingichthys Su, 1974
      - †Chungkingichthys tachuensis Su, 1974

  - famiglia †Ptycholepididae Brough, 1939 corrig.
    - genere †Yuchoulepis Su, 1974
      - †Yuchoulepis gansuensis Su, 1993
      - †Yuchoulepis szechuanensis Su, 1974

    - genere †Ptycholepis Agassiz, 1832 non Gray 1842 ex Richardson, 1843
      - †Ptycholepis barboi Bassani, 1886
      - †Ptycholepis bollensis Agassiz, 1833
      - †Ptycholepis calloviensis Kaznyshkin, 1990
      - †Ptycholepis curta Egerton, 1854
      - †Ptycholepis gracilis Davis, 1884
      - †Ptycholepis magna Bürgin, 1992
      - †Ptycholepis marshii Newberry, 1878
      - †Ptycholepis monilifer Woodward, 1895
      - †Ptycholepis prisca Bürgin, 1992
      - †Ptycholepis schaefferi Bürgin, 1992